# Goiandira
Goiandira là một đô thị thuộc bang Goiás, Brasil. Đô thị này có diện tích 560,707 km², dân số năm 2007 là 4716 người, mật độ 8,3 người/km².